# 捷捷里夫西克
50°51′23″N 29°43′31″E / 50.85639°N 29.72528°E

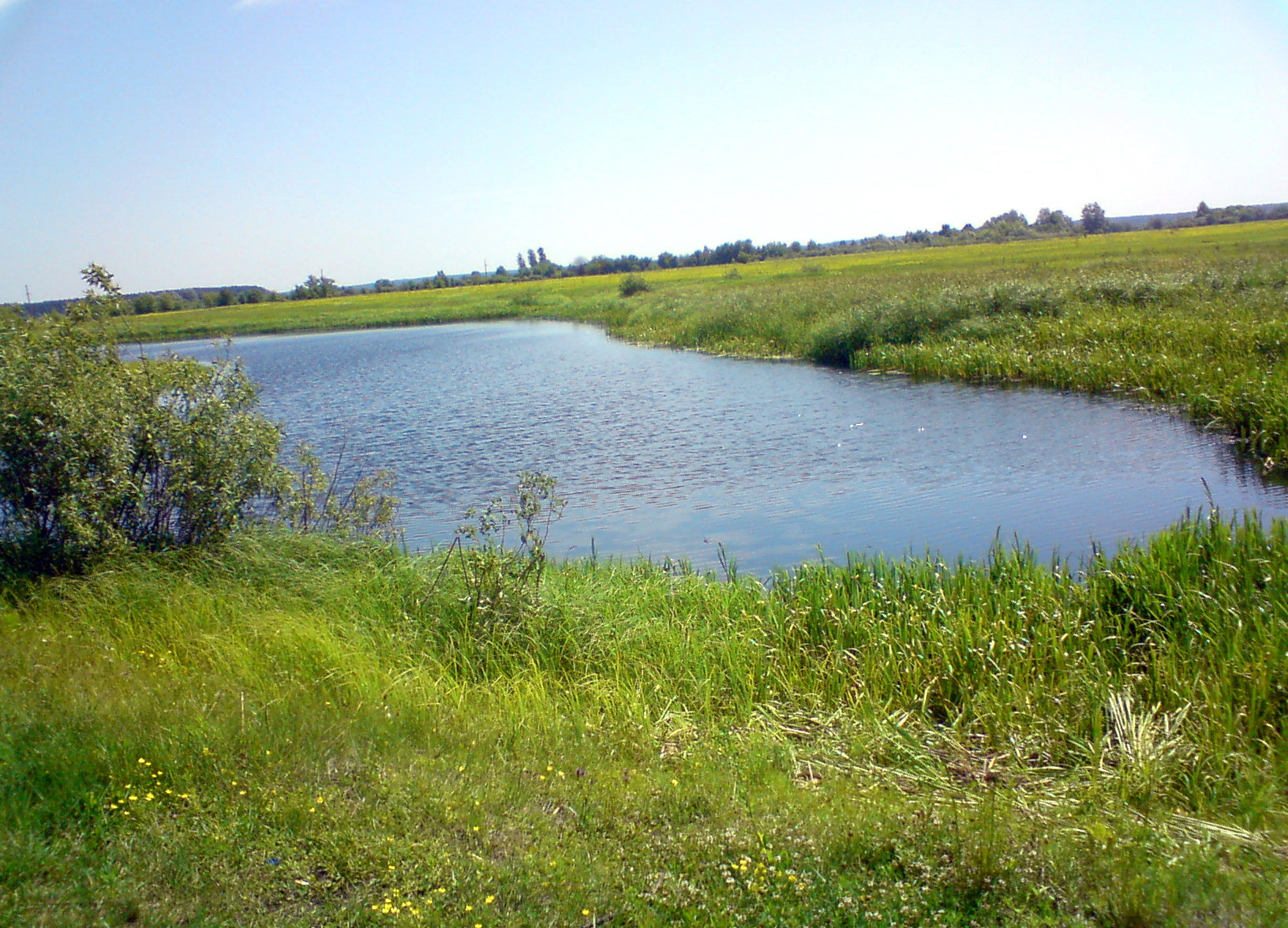

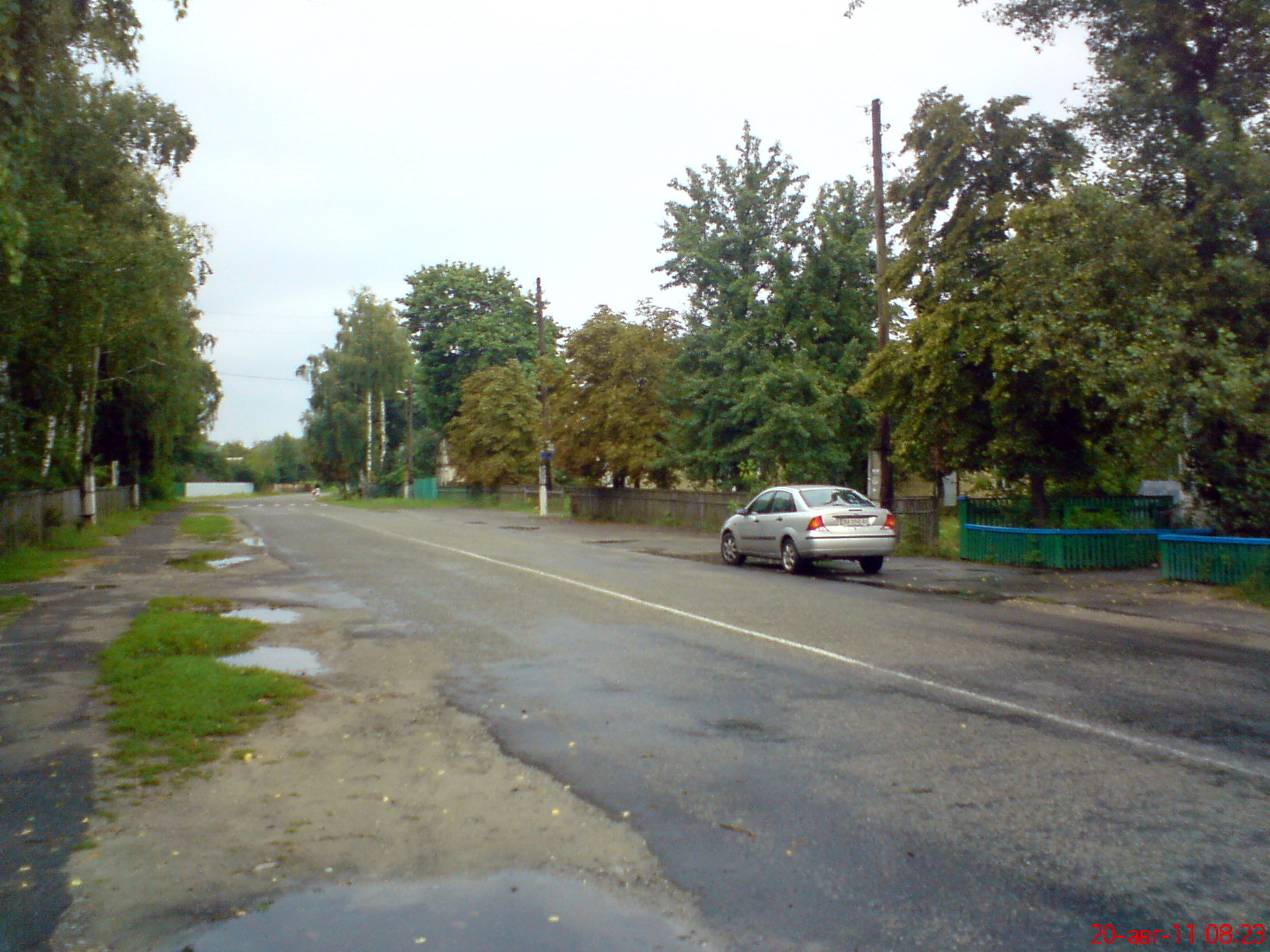

泰泰里夫斯凱（烏克蘭語：Тетерівське）是位於烏克蘭北部的村莊，由基辅州维什霍罗德区的伊萬基夫市鎮負責管轄。該村始建於1688年，面積3.6平方公里，海拔高度114米，2001年人口364。